# Southburn
Southburn – osada w Anglii, w hrabstwie East Riding of Yorkshire. Leży 28 km na północ od miasta Hull i 275 km na północ od Londynu.